# Christian Wigø Frederiksen
Christian Wigø Frederiksen (født 31. januar 1965) er en dansk kanoroer, der var aktiv fra slutningen af 1980'erne til begyndelsen af 2000'erne. Han deltog ved fire olympiader, og vandt med Arne Nielsson sølv i 1000 meter toer-kano ved Sommer-OL 1992 i Barcelona.
Han har vundet otte medaljer ved ICF Canoe Sprint World Championships, herunder seks guldmedaljer.
Christian Wigø Frederiksen modtog i 1989 med Arne Nilsson sportsprisen B.T. Guld. 